# Organització Mundial de la Salut
L'Organització Mundial de la Salut (OMS) (WHO en el seu acrònim en anglès) és una agència de l'Organització de les Nacions Unides (ONU) (Nacions Unides) amb seu a Ginebra (Suïssa) que actua com a autoritat coordinadora en temes de salut pública internacional; està especialitzada a gestionar les polítiques de prevenció, promoció i intervenció en salut a nivell mundial. Els 193 Estats membres de l'OMS governen l'Organització per mitjà de l'Assemblea Mundial de la Salut. L'Assemblea està composta per representants de tots els Estats membres de l'OMS.
L'OMS fou fundada per iniciativa del Consell Econòmic i Social de l'ONU que va impulsar la redacció dels primers estatuts de l'OMS. La constitució i primera reunió de l'OMS va tenir lloc a Ginebra, el 7 d'abril de 1948, ratificada per 26 estats membres. Heretava bona part dels mandats i recursos de l'Organització de Salut que fou l'agència de la Societat de Nacions per a temes de salut.
L'any 2009 fou guardonada amb el Premi Príncep d'Astúries de Cooperació Internacional «pel seu lideratge en els assumptes sanitaris crucials, en un context mundial en transformació».

## Història

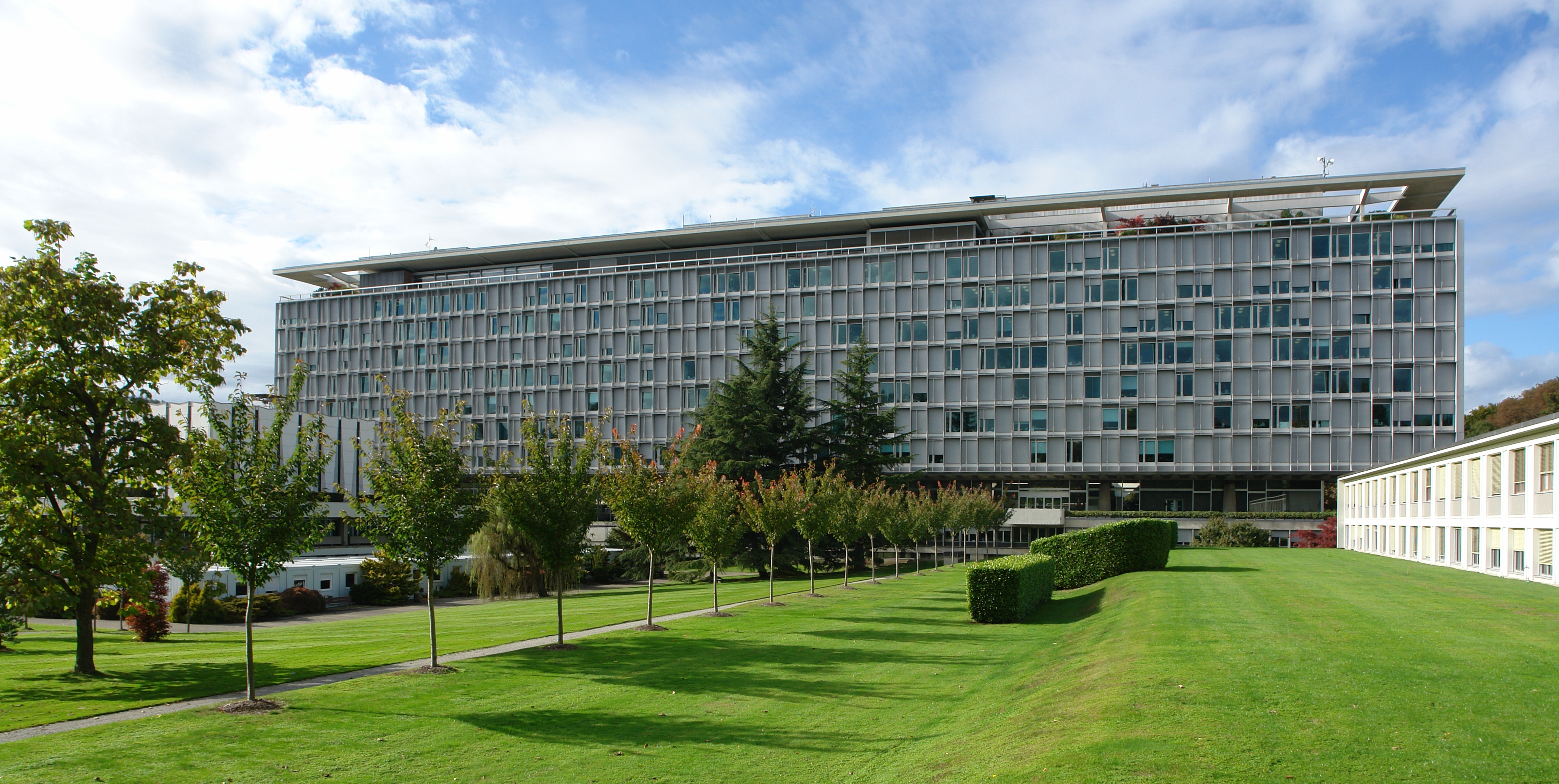
Organització Mundial de la Salut, Ginebra

La idea d'establir una autoritat internacional que s'encarregués de supervisar els afers de la sanitat pública començà amb la formulació de les regles del dret internacional a finals del segle xix i principis del segle xx. Un precedent de l'OMS fou l'Office International d'Hygiène Publique (OIHP, Oficina Internacional d'Higiene Pública) que va tenir la seva seu a París i que va ser fundada a Roma el 9 de desembre del 1907 per un acord internacional signat pels governs del Regne Unit, Bèlgica, el Brasil, Espanya, els Estats Units d'Amèrica, França, Itàlia, els Països Baixos, Portugal, Rússia, Suïssa i Egipte. Aquesta organització es va dissoldre el 22 de juliol del 1946 i el seu servei d'epidemiologia incorporat a la Comissió Interina de l'Organització Mundial de la Salut l'1 de gener del 1947.
Al mateix temps existia l'Organització Sanitaria de la Societat de Nacions, de la cual l'OIHP formava part com a Consell General Consultatiu de Salut. Quan la Societat de Nacions va deixar d'existir el 1946, l'Organització Sanitaria va passar a ser controlada per una Comissió Interina de l'Organització Mundial de la Salut per una resolució de l'Assemblea General de l'ONU del 14 de desembre del 1946 que també va decidir la celebració d'una Conferència Internacional de la Salut.
L'any 1978, la Conferència Internacional d'Atenció Primària de Salut adopta la Declaració d'Alma-Ata, assenyalant un punt d'inflexió important en les polítiques de salut pública de l'organització.
Durant la dècada del 1980 l'OMS va patir una crisi, l'hostilitat de països com els Estats Units i la Gran Bretanya que la consideraven una organització malgastadora i polititzada, la manca de direcció i la presa de decisions controvertides com el desmantellament de l'oficina de la tuberculosi van afeblir el prestigi de l'organització. En gener de 2025, els Estats Units d'Amèrica van abandonar l'organització, i el febrer ho va fer l'Argentina.

## Funció i activitats
Les principals funcions de l'Assemblea Mundial de la Salut són aprovar el programa i el pressupost de l'OMS per al següent bienni i decidir les principals qüestions relatives a les polítiques sanitàries. Tal com estableix la seva Constitució, l'objectiu de l'OMS és que tots els pobles del món puguin gaudir del grau màxim de salut que es pugui aconseguir. La Constitució de l'OMS defineix la salut com «un estat de complet benestar físic, mental i social», i no solament com l'absència d'afeccions o malalties.
A més de coordinar els esforços internacionals per controlar els brots de les malalties infeccioses, com la síndrome respiratòria aguda greu (SARS), la malària, la tuberculosi, la grip o la sida, l'OMS també patrocina programes per prevenir i tractar aquest tipus de malalties. L'OMS dona suport al desenvolupament i a la distribució de vacunes segures i eficaces, diagnòstics farmacèutics i medicaments, per exemple a través del Programa Ampliat d'Immunització.
L'organització desenvolupa i promou l'ús d'eines basades en l'evidència, normes i estàndards per donar suport als Estats membres per a informar de diferents opcions de política sanitària. Supervisa l'aplicació del Reglament Sanitari Internacional, i publica una sèrie de classificacions mèdiques com la classificació internacional de malalties, la Classificació Internacional del funcionament, de la discapacitat i de la salut, o la Classificació Internacional d'Intervencions en Salut.
A més, l'OMS duu a terme diverses campanyes relacionades amb la salut i el foment d'hàbits saludables, per exemple, en contra del consum del tabac, a favor del consum de fruites i verdures o promocionant la seguretat a la carretera. Tanmateix, alguns treballs de l'OMS generen molta controvèrsia, com succeí l'abril del 2003 amb un informe que recomanava no consumir més d'un 10% de sucre en una dieta equilibrada i que generà tota mena de pressions de la indústria del sucre.

## Estructura

### Asamblea Mundial de la Salut
L'OMS compta amb 193 membres, els membres de l'ONU (191, tots excepte Liechtenstein) més les Illes Cook i l'illa de Niue. Els territoris que no són estats poden unir-se a l'organització en qualitat de “Membres associats”, amb ple accés a la informació però amb drets limitats de participació i de vot. Per esdevenir membre associat cal comptar amb l'aprovació de l'Assemblea de l'OMS, actualment hi ha dos membres d'aquest tipus, Puerto Rico i Tokelau. L'OMS és membre observador de la Direcció Europea per a la Qualitat dels Medicaments i dels Serveis Sanitaris del Consell d'Europa.
Els estats i altres territoris també poden sol·licitar l'estatus d'observador, actualment tenen aquest estatus especial l'OAP, aprovat a l'Assemblea de l'OMS el 7 de juliol del 1998; el Vaticà, l'Ordre Sobirana Militar de Malta, la Federació Internacional de Societats de la Creu Roja i de la Mitja Lluna Roja i el Comitè Internacional de la Creu Roja. El 2009 es va invitar a assistir com a observador a Taiwan, i la invitació es va repetir el 2010 i el 2011, en aquest cas amb polèmica en ser citat com província xinesa.
Els estats membres de l'OMS envien una delegació a l'Assemblea Mundial de la Salut que és el màxim òrgan de decisió de l'organització. Tots els membres de l'ONU poden ser membres de l'organització, segons podem llegir al lloc web de l'OMS: «Altres països poden ser admesos si la seva sol·licitud és aprovada per majoria simple de l'Assemblea Mundial de la Salut». L'assemblea s'acostuma a reunir un cop l'any (habitualment durant el mes de maig) per a supervisar les polítiques financeres de l'organització i revisar i aprovar el pressupost anual proposat per la direcció. L'assemblea també elegeix el director general (per períodes de 5 anys) i 34 membres tècnicament qualificats en el camp de la salut per a formar part del Comitè Executiu per un període de 3 anys. Les principals funcions del comitè executiu és fer efectives les decisions de l'assemblea així com mantenir-la informada i facilitar-ne la feina.

### Finançament
L'OMS es finança mitjançant contribucions dels estats membres i de donants. En els darrers anys, la feina de l'OMS ha anat adreçada a augmentar la col·laboració amb altres organismes, en l'actualitat, entre «col·laboracions oficials» i «col·laboracions de treball», hi ha un 80 acords de col·laboració amb ONG, la indústria farmacèutica i fundacions com la Fundació Bill i Melinda Gates o la Fundació Rockefeller.
L'any 2007, les contribucions voluntàries a l'OMS dels governs estatals i locals, de fundacions i organitzacions no governamentals, d'altres organitzacions de les Nacions Unides, i del sector privat van suposar més del doble del valor de les quotes dels 193 països membres. L'any 2020, la Fundació Bill i Melinda Gates contribuïa amb 11,65 per cent del pressupost de la OMS, comparat amb els 7,85 per cent del Govern dels Estats Units. L'any 2022, el Director-General Tedros Adhanom impulsa una iniciativa per reformar el finançament de la OMS.

### Oficines

#### Seu (Ginebra, Suïssa)
El treball del dia a dia és dut a terme per un secretariat, entre metges, especialistes en salut, científics, administratius, etc. l'organització té més de 8.000 persones treballant repartits entre la seu central, les sis oficines regionals i 147 les delegacions a 147 països.

#### Oficines regionals

Les sis oficines regionals de l'OMS:
Àfrica; Seu: Brazzaville, Congo
Amèrica (OPS/PAHO); Seu: Washington DC, EUA
Mediterrània Oriental; Seu: El Caire, Egipte
Europa; Seu: Copenhaguen, Dinamarca
Àsia Sud-Oriental; Seu: Nova Delhi, Índia
Pacífic Occidental; Seu: Manila, Filipines

Per ser una agència especialitzada de l'ONU, les sis oficines regionals de l'OMS tenen una notable autonomia. Cada oficina regional és dirigida per un director regional (DR) que és elegit pel Comitè Regional per un període de cinc anys renovable una única vegada. El nom del director electe és tramès al Comitè Executiu de l'OMS a Ginebra per a la seva confirmació. És estrany que un director regional elegit no sigui confirmat.
El comitè regional de l'OMS per a cada regió està format per tots els caps del servei de salut de tots els governs dels països que constitueixen la regió. A banda d'escollir el director regional, el comitè regional també és l'encarregat de fixar les pautes per a la posada en pràctica de totes les polítiques sanitàries i les altres polítiques adoptades per l'Assemblea Mundial dins de la seva regió. El comitè regional també serveix com un comitè examinador del progrés de les accions de l'OMS dins de la regió.
El Director Regional és el cap de l'OMS a la seva regió, i dirigeix o supervisa el personal sanitari i els altres experts de les direccions regionals i dels centres especialitzats, també exerceix l'autoritat de supervisió directa, conjuntament amb el Director General de l'OMS, de tots els caps de les oficines dels països que componen la seva regió, coneguts com a Representants de l'OMS.
Les sis oficines regionals són:
| Regió                     | Regió                 | Seu                   | Seu                 | Països i territoris que inclou | Sigles |
| ------------------------- | --------------------- | --------------------- | ------------------- | --- | --- |
|                           | Europa                | Copenhaguen           | Dinamarca           | Albània, Alemanya, Andorra, Armènia, Àustria, Azerbaidjan, Bèlgica, Belarús, Bòsnia i Hercegovina, Bulgària, Croàcia, Eslovàquia, Eslovènia, Espanya, Estònia, Finlàndia, França, Geòrgia, Grècia, Hongria, Irlanda, Islàndia, Israel, Itàlia, Kazakhstan, Kirguizstan, Letònia, Lituània, Luxemburg, Macedònia del Nord, Malta, Moldàvia, Mònaco, Montenegro, Noruega, Països Baixos, Polònia, Portugal, Romania, Rússia, San Marino, Sèrbia, Suècia, Suïssa, Tadjikistan, República Txeca, Turkmenistan, Turquia, Ucraïna, Regne Unit, Uzbekistan, Xipre | EURO |
|                           | Mediterrània Oriental | El Caire des del 2000 | Egipte              | Afganistan, Aràbia Saudita, Bahrain, Djibouti, Egipte, Emirats Àrabs Units, Iemen, Iraq, Iran, Jordània, Kuwait, Líban, Líbia, Marroc, Oman, Pakistan, Palestina, Qatar, Somàlia, Sudan, Síria, Tunísia | EMRO |
| Alexandria abans del 2000 | Mediterrània Oriental |                       | Egipte              | Afganistan, Aràbia Saudita, Bahrain, Djibouti, Egipte, Emirats Àrabs Units, Iemen, Iraq, Iran, Jordània, Kuwait, Líban, Líbia, Marroc, Oman, Pakistan, Palestina, Qatar, Somàlia, Sudan, Síria, Tunísia | EMRO |
|                           | Àfrica                | Brazzaville           | República del Congo | Àfrica del Sud, Algèria, Angola, Benín, Botswana, Burkina Faso, Burundi, Camerun, Cap Verd, República Centreafricana, Comores, República del Congo, República Democràtica del Congo, Costa d'Ivori, Eritrea, Etiòpia, Gabon, Gàmbia, Ghana, Guinea, Guinea Equatorial, Guinea Bissau, Kenya, Lesotho, Libèria, Madagascar, Malawi, Mali, Mauritània, Maurici, Moçambic, Namíbia, Níger, Nigèria, Ruanda, São Tomé i Príncipe, Senegal, Seychelles, Sierra Leone, Swazilàndia, Tanzània, Togo, Txad, Uganda, Zàmbia, Zimbàbue                               | AFRO |
|                           | Pacífic Occidental    | Manila                | Filipines           | Austràlia, Brunei, Cambodja, Illes Cook, Corea del Sud, Fiji, Filipines, Japó, Kiribati, Laos, Malàisia, Illes Marshall, Micronèsia, Mongòlia, Nauru, Niue, Nova Zelanda, Palau, Papua Nova Guinea, Salomó, Samoa, Singapur, Tokelau*, Tonga, Tuvalu, Vanuatu, Vietnam, Xina | WPRO |
|                           | Àsia Sud-oriental     | Nova Delhi            | Índia               | Bangladesh, Bhutan, Birmània, Corea del Nord, Índia, Indonèsia, Maldives, Nepal, Sri Lanka, Tailàndia, Timor Oriental | SEARO |
|                           | Amèrica               | Washington            | Estats Units        | Antigua i Barbuda, Argentina, Bahames, Barbados, Belize, Bolívia, el Brasil, Canadà, Colòmbia, Costa Rica, Cuba, Dominica, República Dominicana, Equador, Estats Units, Grenada, Guyana, Guyana, Haití, Hondures, Jamaica, Mèxic, Nicaragua, Panamà, Paraguai, Perú, Puerto Rico*, Saint Kitts i Nevis, Saint Lucia, Saint Vincent i les Grenadines, El Salvador, Surinam, Trinitat i Tobago, Uruguai, Xile | AMRO o PAHO (Pan American Health Organisation, l'Organització panamericana de la salut que és l'organisme internacional sanitari més antic del món.) |

* País associat
L'organització de la regió europea compta amb 53 membres; entre els quals s'inclouen tots els països d'Europa (amb l'excepció de Liechtenstein, ja que no és membre de l'OMS) i alguns de l'Àsia, Turquia, Israel i les repúbliques exsoviètiques de l'Àsia central (Kazakhstan, Kirguizstan, Tadjikistan, Turkmenistan i l'Uzbekistan). La seu de la Direcció Regional és a Copenhaguen, l'actual directora regional (2011) és l'hongaresa Zsuzsanna Jakab. L'organització compta amb sis altres oficines a Roma, Bonn, Brussel·les, Atenes, Venècia i Barcelona.
La seu barcelonina va ser oberta el 1999 i compta amb el suport de la Generalitat de Catalunya. Catalunya és membre de la xarxa de Política Regional de Salut (Regional Health Policy) juntament amb Emília-Romanya, Flandes, Gal·les, Irlanda del Nord, North West England, Rin del Nord-Westfàlia, Sicília, Siunia, Szabolcs-Szatmár-Bereg, Ticino, Toscana, la República de Txuvàixia i Ústí nad Labem, Varna, Västra Götaland i el Vèneto.

## Directors generals de l'OMS
| Nom                        | Nacionalitat  | Durada en el càrrec |
| -------------------------- | ------------- | ------------------- |
| Brock Chisholm             | Canadà        | 1948 – 1953         |
| Marcolino Gomes Candau     | Brasil        | 1953 – 1973         |
| Halfdan T. Mahler          | Dinamarca     | 1973 – 1988         |
| Hiroshi Nakajima           | Japó          | 1988 – 1998         |
| Gro Harlem Brundtland      | Noruega       | 1998 – 2003         |
| Jong-Wook Lee              | Corea del Sud | 2003 – 2006         |
| Anders Nordström           | Suècia        | 2006                |
| Margaret Chan              | Hong Kong     | 2007 – 2017         |
| Tedros Adhanom Ghebreyesus | Etiòpia       | 2017 - actualment   |

## Controvèrsies

### Acord amb l'Agència Internacional de l'Energia

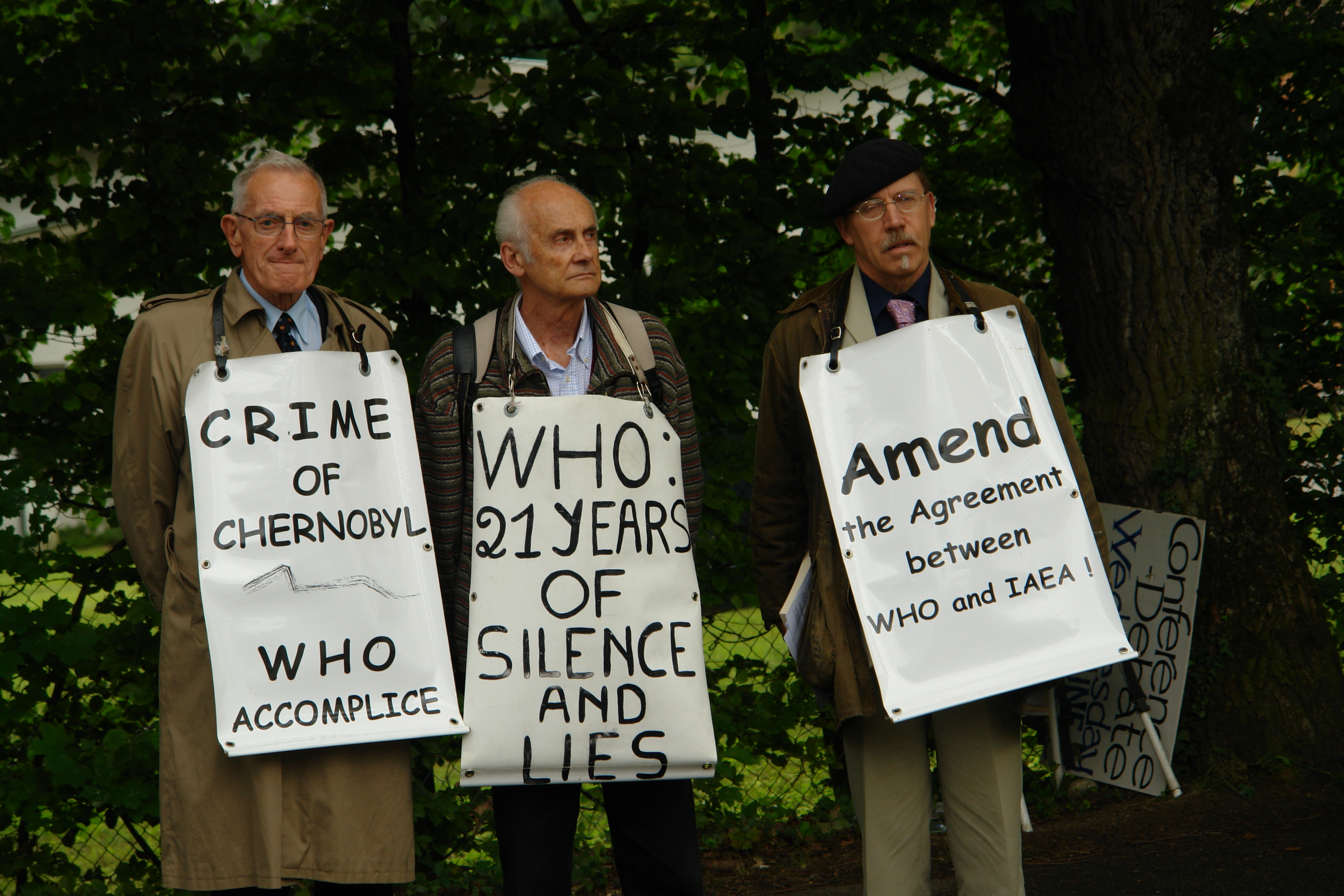
El Dr. Michel Fernex, Professor Emèrit de la Facultat de Medicina de la Universitat de Basilea, i antic membre de l'OMS; Wladimir Tchertkoff, periodista i realitzador de documentals italià nat a Sèrbia; i el Dr. Chris Busby, membre del Comitè Europeu sobre riscos de la radiació, a una manifestació davant la seu de l'OMS a Ginebra el 2007.

El 1959, l'OMS va signar l'acord WHA 12-40 amb l'Agència Internacional d'Energia Atòmica (AIEA), que ha estat denunciat per metges d'organismes com l'Associació Internacional de Metges per a la Prevenció de la Guerra Nuclear (Premi Nobel de la Pau del 1985) perquè evita que l'OMS investigui de manera independent els efectes de les radiacions sobre la salut humana causats per l'ús de l'energia nuclear, per exemple, després dels desastres nuclears i en minimitzi els riscos de la radioactivitat per a la salut pública.
L'acord estableix (a l'article 1, paràgraf 2) que l'OMS reconeix l'AIEA com a responsable de l'energia nuclear amb finalitats pacífiques, sense perjudici de les funcions de l'OMS de promoure la salut. No obstant això, el següent paràgraf s'afegeix: Sempre que una o altra organització es proposi d'iniciar un programa o activitat en una matèria sobre la qual l'altra organització estigui o pugui estar fonamentalment interessada, la primera consultarà a l'altra per tal de resoldre la qüestió de mutu acord. Aquesta darrera afirmació, que posa l'accent en la necessitat de comú acord, ha dut a alguns observadors a preguntar-se si això efectivament posa en perill la independència de l'OMS per avaluar les qüestions relatives a l'energia nuclear.
En el cas de l'accident de Txernòbil l'OMS va donar unes xifres de víctimes ínfimes en comparació a les del mateix govern ucraïnès, i particular les actes de les conferències de Ginebra i Kíev sobre les conseqüències sanitàries de la catàstrofe nuclear no han estat publicades. Al respecte, el Dr. Hiroshi Nakajima, Director General de l'OMS entre 1988 i 1998 ha declarat a un documental emès per la televisió suïssa que aquests documents havien entat censurats a causa de l'acord amb l'AIEA.

### Dieta i ingesta de sucre
Algunes de les investigacions realitzades o recolzades per l'OMS per determinar com influeixen els estils de vida i el medi ambient en la salut de les persones poden ser controvertides, com ho il·lustra, per exemple, un informe conjunt emès per la FAO i l'OMS el 2003 sobre la nutrició i la prevenció de les malalties cròniques no transmissibles que es recomanava que a una dieta sana la proporció de sucre no havia de depassar el 10%. Aquest informe va suscitar l'oposició de la indústria del sucre i la seva pressió en contra de la recomanació va portar a l'OMS / FAO a incloure a l'informe una declaració reconeixent l'objectiu de limitar la ingesta de sucre al 10% de la dieta era objecte de controvèrsia, però va mantenir la seva recomanació basada en la seva pròpia anàlisi dels estudis científics.

### Pandèmia de grip del 2009 i de covid del 2020
L'OMS ha estat criticada per la seva gestió de la pandèmia de grip del 2009.
Segons un informe de l'Assemblea Parlamentària del Consell d'Europa: Serioses deficiències van ser identificades pel que fa a la transparència dels processos de presa de decisions relacionades amb la pandèmia, el que planteja preocupacions sobre la possible influència que la indústria farmacèutica podria haver exercit tenint en compte les decisions importants relatives a la pandèmia. Com a resposta a l'alarma creada per l'OMS els governs es van fer unes grans despeses en vacunes que no van utilitzar i van haver de destruir.
De nou, l'any 2020, l'OMS ha estat criticada per la seva gestió de la crisi subseqüent a la Pandèmia de COVID-19.

### Finançament privat
Des dels anys 1980, l'OMS ha recorregut amb més regularitat al finançament privat, posant en dubte la seva acció. L'any 2020, la Fundació Bill i Melinda Gates contribuïa amb 11,65 % del pressupost de la OMS, comparat amb els 7,85 % del govern dels Estats Units.
L'any 2022, el Director-General Dr Tedros impulsa una iniciativa per reformar el finançament de la OMS.

## Publicacions destacades
- Bulletin of the World Health Organization
- Eastern Mediterranean Health Journal
- Human Resources for Health, publicació en col·laboració amb BioMed Central
- Pan American Journal of Public Health
- World Health Report, sèries d'informes sobre salut mundial